# Шкуринов, Александр Павлович
Александр Павлович Шкуринов (род. 13 сентября 1962 года) — российский учёный-физик, специалист в области лазерной физики, терагерцовой оптоэлектроники и фотоники, член-корреспондент РАН (2019).

## Биография
Родился 13 сентября 1962 года.
В 1985 году — окончил физический факультет МГУ.
В 2013 году — защитил докторскую диссертацию, тема: «Временная динамика поляризационно-чувствительного нелинейного отклика среды при взаимодействии сверхкоротких лазерных импульсов с молекулами в объёме и на поверхности».
С 1989 года — работает на кафедре общей физики и волновых процессов физического факультета МГУ, с 2015 года — профессор кафедры (читает курсы «Современные методы лазерной диагностики вещества», «Лазерная диагностика вещества», «Физические основы медицинских технологий», «Терагерцовое излучение в медицинской диагностике», «Терагерцовая оптоэлектроника и молекулярная спектроскопия»).
В 2019 году — избран членом-корреспондентом РАН.
Директор Института проблем лазерных и информационных технологий РАН, филиала ФНИЦ «Кристаллография и фотоника».

## Научная деятельность
Специалист в области лазерной физики, терагерцовой оптоэлектроники и фотоники.
Основные научные результаты:
- исследованы нелинейно-оптические эффекты, связанные со сверхбыстрой динамикой возбужденных электронных состояний органических молекул при селективном лазерном возбуждении, развит и впервые экспериментально реализован метод когерентной поляризационной спектрохронографии;
- исследованы нелинейно-оптические явления, селективные к молекулярной зеркальной асимметрии, впервые экспериментально обнаруженые в изотопных оптически-активных средах;
- разработана и сформулирована концепция новой области физики сверхсильных оптических полей с использованием терагерцовых импульсов высокой напряженности поля и показаны основные направления её развития.

Автор и соавтор 320 научных работ и 5 патентов.
Под его руководством подготовлены 26 кандидатов наук.

## Награды
- Медаль Оптического общества имени Д. С. Рождественского (2008) — за выдающиеся достижения в различных областях научной и прикладной оптики, существенный вклад в разработку, создание, освоение и выпуск новой оптической техники[5]
- Медаль ордена «За заслуги перед Отечеством» II степени (5 февраля 2024 года) — за большой вклад в развитие отечественной науки, многолетнюю плодотворную деятельность и в связи с 300-летием со дня основания Российской академии наук[6]